# Teodor Groza
Teodor Groza a fost primar al municipiului Cluj-Napoca în perioada 1991 - 1992.